# Platsarna

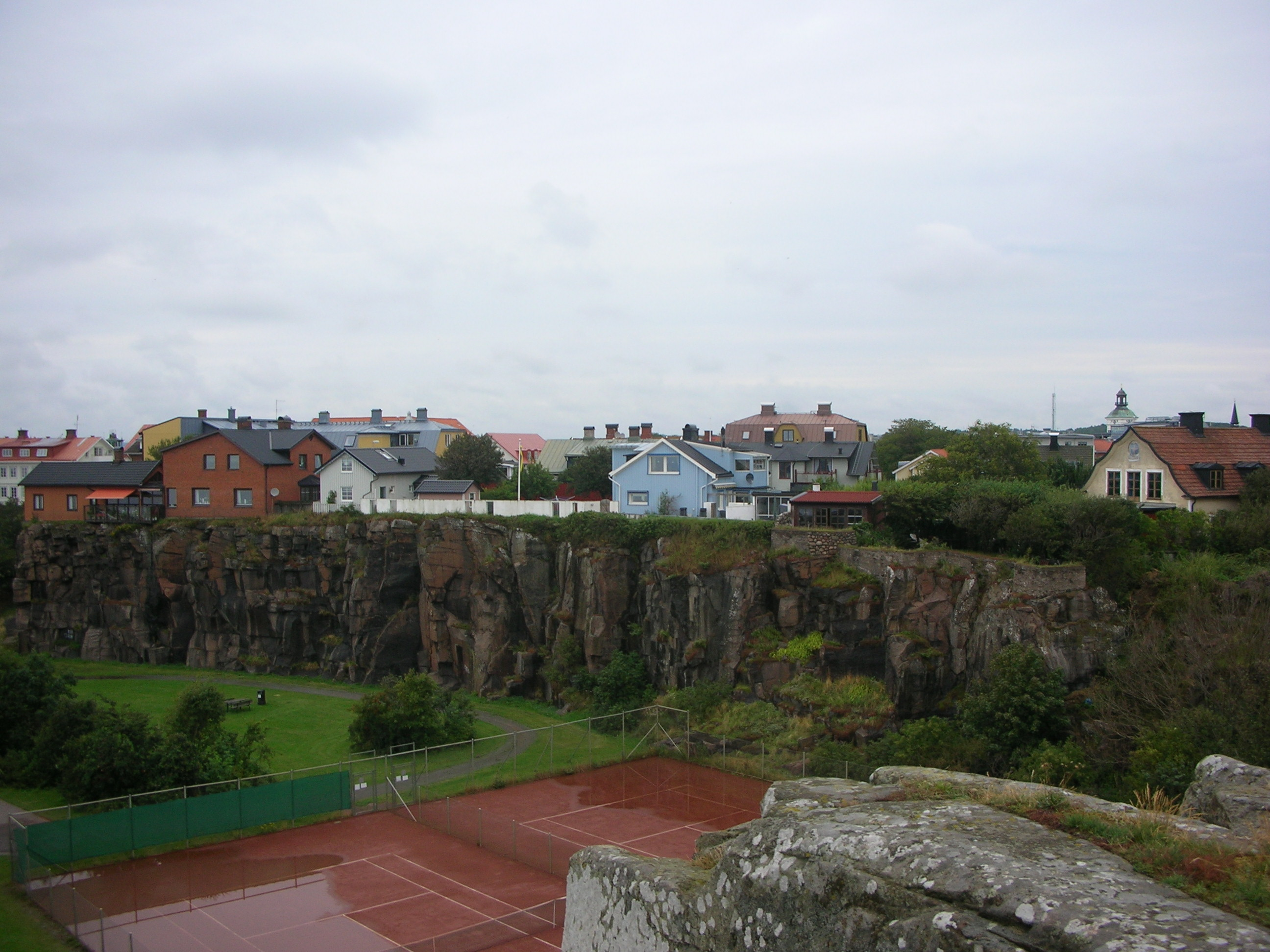
Utsikt över Platsarna från Rantzauklippan.

Platsarna är en stadsdel i Varberg, belägen omedelbart vid Kattegatt. Bebyggelsen består av mindre fastigheter uppförda under 1800-talet och framåt. Platsarna är attraktivt som bostadsområde på grund av utsikten över havet.

## Historia
Varbergs stad var mellan 1611 och 1666 belägen på Platsarna, se Varberg på Platsarna. Staden förstördes i en häftig brand den 12 augusti 1666, och återuppfördes sedan på sitt nuvarande läge. Platsarna blev då betesmark, och bebyggdes igen i slutet av 1800-talet när Varberg växte kraftigt. Befolkningen bestod då av arbetare, som fiskare och stenhuggare.